# Sulfure de diéthyle
Le sulfure de diéthyle est un composé organique liquide  et inflammable avec une forte odeur d'ail. Il a pour formule semi-développée CH3–CH2–S–CH2–CH3 qui peut aussi être écrite (C2H5)2S ou Et2S. Il est préparé par traitement de l'éthanol CH3CH2OH avec de l'acide sulfurique H2SO4 concentré puis neutralisation partielle de la nouvelle solution avec du carbonate de sodium Na2CO3 et enfin distillation de la solution de sulfate d'éthyle et de sodium CH3CH2OSO3Na résultante avec du sulfure de potassium K2S ou par réaction du sulfure d'hydrogène avec l'éthanol. 
Le sulfure de diéthyle est utilisé comme solvant pour les minéraux anhydres et les bains de placage de l'or et de l'argent. 